# Lista de deputados estaduais de Sergipe da 14.ª legislatura
Essa é uma lista de deputados estaduais do Sergipe eleitos para o período 1999-2003. Foram 24 eleitos

## Composição das bancadas
| Partido | Líder               | Bancada | Posição  |
| ------- | ------------------- | ------- | -------- |
| PMDB    | Augusto Bezerra     | 5 / 24  | Governo  |
| PSDB    | Jorge Araújo        | 4 / 24  | Governo  |
| PFL     | Antônio Passos      | 3 / 24  | Oposição |
| PPB     | Bosco Costa         | 2 / 24  | Governo  |
| PMN     | Artur Reis          | 2 / 24  | Governo  |
| PSB     | Belivaldo Chagas    | 2 / 24  | Oposição |
| PTB     | Pastor Heleno Silva | 2 / 24  | Oposição |
| PPS     | Pedrinho Balbino    | 1 / 24  | Governo  |
| PSC     | Valmir Monteiro     | 1 / 24  | Governo  |
| PDT     | Garibalde Mendonça  | 1 / 24  | Oposição |
| PT      | Ismael Silva        | 1 / 24  | Oposição |

## Deputados estaduais
| Número | Deputados estaduais eleitos | Partido | Votação | Percentual | Cidade onde nasceu      | Unidade federativa |
| 15155  | Marcos Franco               | PMDB    | 22.847  | 3,30%      | Aracaju                 | Sergipe            |
| 11119  | Bosco Costa                 | PPB     | 15.601  | 2,26%      | Itabaiana               | Sergipe            |
| 15220  | Augusto Bezerra             | PMDB    | 13.965  | 2,02%      | Aracaju                 | Sergipe            |
| 25110  | Antônio Passos              | PFL     | 12.868  | 1,86%      | Cícero Dantas           | Bahia              |
| 45145  | Jorge Araújo                | PSDB    | 12.489  | 1,81%      | Maruim                  | Sergipe            |
| 11111  | Maria Mendonça              | PPB     | 12.371  | 1,79%      | Itabaiana               | Sergipe            |
| 45119  | Raimundo Vieira             | PSDB    | 12.303  | 1,78%      | Estância                | Sergipe            |
| 15120  | Ilzo Silveira               | PMDB    | 12.216  | 1,77%      | Itabaianinha            | Sergipe            |
| 33115  | Artur Reis                  | PMN     | 12.019  | 1,74%      | Lagarto                 | Sergipe            |
| 25102  | Nicodemos Falcão            | PFL     | 11.641  | 1,68%      | Taquaritinga do Norte   | Pernambuco         |
| 25101  | Reinaldo Moura              | PFL     | 11.500  | 1,66%      | Salvador                | Bahia              |
| 45250  | Ulices Andrade              | PSDB    | 11.005  | 1,59%      | Canhoba                 | Sergipe            |
| 15150  | Elma Paixão                 | PMDB    | 10.996  | 1,59%      | Rosário do Catete       | Sergipe            |
| 45114  | José Rivaldo Santos         | PSDB    | 10.944  | 1,58%      | Tobias Barreto          | Sergipe            |
| 15540  | Gilmar Carvalho             | PMDB    | 10.907  | 1,58%      | Itabaiana               | Sergipe            |
| 33111  | Joaldo Barbosa - Nêgo       | PMN     | 10.764  | 1,56%      | Monte Alegre de Sergipe | Sergipe            |
| 40200  | Susana Azevedo              | PSB     | 9.696   | 1,40%      | Aracaju                 | Sergipe            |
| 23123  | Pedrinho Balbino            | PPS     | 9.655   | 1,40%      | Aracaju                 | Sergipe            |
| 40111  | Belivaldo Chagas            | PSB     | 8.746   | 1,26%      | Simão Dias              | Sergipe            |
| 14111  | Dra. Angélica               | PTB     | 8.601   | 1,24%      | Japoatã                 | Sergipe            |
| 20123  | Valmir da Madereira         | PSC     | 8.493   | 1,23%      | Salgado                 | Sergipe            |
| 12111  | Garibalde Mendonça          | PDT     | 7.884   | 1,14%      | Aracaju                 | Sergipe            |
| 14107  | Pastor Heleno Silva         | PTB     | 7.736   | 1,12%      | Monte Alegre de Sergipe | Sergipe            |
| 13111  | Ismael Silva                | PT      | 6.691   | 0,97%      | Itaporanga d'Ajuda      | Sergipe            |